# Halenia caespitosa
Halenia caespitosa är en gentianaväxtart som beskrevs av Ernest Friedrich Gilg. Halenia caespitosa ingår i släktet Halenia och familjen gentianaväxter. Inga underarter finns listade i Catalogue of Life.